# Carlos Ruiz del Castillo y Catalán de Ocón
Carlos Ruiz del Castillo y Catalán de Ocón (Sant Sebastià 2 de maig de 1896 - Madrid, 30 de gener de 1984) fou un jurista espanyol, rector de la Universitat de Santiago de Compostel·la en la postguerra i acadèmic de la Reial Acadèmia de Ciències Morals i Polítiques.

## Biografia
Fill d'Enrique Ruiz del Castillo i Blanca Catalán de Ocón y Gayola, estudià dret a la Universitat de Madrid, on es llicencià el 1917 amb premi extraordinari de final de carrera i s'hi doctorà el 1920. El 1922 es casaria amb Pilar de Navascués y de Juan, amb la que va tenir nou fills.
Treballà com a professor a l'Instituto Católico-Complutense (1918-1920) i a diverses universitats fins que el 1921 va obtenir la càtedra de dret polític comparat a la Universitat de Santiago de Compostel·la. El 1924 aquesta universitat el va becar perquè estudiés a la Universitat de Tolosa amb el constitucionalista francès Maurice Hauriou i a París amb Léon Duguit. El 1925 fou diputat provincial de la Diputació de la Corunya. El 1930 la Junta d'Ampliació d'Estudis el becà per tal que estudiés a la Universitat de Milà amb Oreste Ranelletti i a Roma amb Gustavo Del Vecchio. El 1933 fou nomenat vocal del Tribunal de Garanties Constitucionals per les facultats de dret.
Quan es produí el cop d'estat del 18 de juliol de 1936 es va unir al bàndol revoltat i continuà com a professor de dret a la Universitat de Santiago de Compostel·la. Quan acabà la guerra civil espanyola fou nomenat rector de la Universitat de Santiago de Compostel·la, càrrec que va ocupar fins a 1942, i Conseller Nacional d'Educació el 1941. De 1942 a 1947 fou regidor de l'Ajuntament de Madrid. El 1946 va ingressar a la Reial Acadèmia de Ciències Morals i Polítiques, de la que en fou vicepresident de 1972 a 1984, i durant uns mesos de 1951 fou procurador en Corts com a representant de les Acadèmies.
De 1940 a 1966 fou director de l'Institut d'Estudis de l'Administració Local, i després director honorari. El 1968 fou nomenat vicepresident primer de l'Instituto de España. Membre del Consell Superior d'Investigacions Científiques, de 1948 a 1957 fou president de l'Instituto Francisco de Vitoria, del que en fou president d'honor el 1973. I de 1962 a 1967 fou president del Consell Nacional d'Educació.

## Obres
- La espontaneidad en el derecho (1921)
- El concepto jurídico-social de la propiedad y de sus limitaciones (1927)
- Principios de Derecho público y constitucional, traducció de Maurice Hauriou. Ed. Reus, 1927
- El socialismo como sistema de reforma social (1930)
- Derecho político, Ed. Reus, 1934,
- Manual de Derecho político, 1939
- Estructura y función de las entidades locales (1944)